# 2005年アンマン自爆テロ
2005年アンマン自爆テロ（2005ねんアンマンじばくテロ）は、2005年11月9日にヨルダンのアンマンで3つのホテルで起きた連続爆弾攻撃である。この攻撃によって60人が死亡し、115人が負傷した。グランド・ハイアット・ホテル、ラディッソンSASホテル、デイズインの3つのホテルで起こった連続爆発は、現地時間20時50分頃（協定世界時18時50分頃）にグランド・ハイアット・ホテルで始まった。この3つのホテルはよく外国の外交官が利用していた。ラディッソンSASでの爆発は、何百人もの客が集まる結婚式が開催されていたフィラデルフィア大宴会場で起こった。

## 攻撃

### ラディッソンSAS
ラディッソンSAS（現在は「ランドマーク・ホテル」と呼ばれる）では、2人の自爆犯（アリ・フセイン・アリ・アル・シャマリとサジダ・ムバラク・アトゥロウス・アル・リシャウィの夫婦）がフィラデルフィア大宴会場に侵入した。そこではアシュラフ・アフラスとナディア・アル・アラミの結婚式を900人のヨルダン人とパレスチナ人が祝福していた。サジダ・アル・リシャウィはベルトを爆発させることができなかった。夫のアル・シャマリはアル・リシャウィに部屋から出るよう諭したようだ。アル・リシャウィが部屋を出ると、舞踏室の照明が消され、アル・シャマリはダイニング・ルーム・テーブルに飛び乗って自爆した。この爆発によって花婿と花嫁の父を含む38人が殺害された。加えて、爆発は宴会場の大窓を街路に吹き飛ばし、天井板を落下させた。ホテルの待合室も天井板と照明装置、調度品が破壊され、ガラス扉も封鎖された。その後すぐに、掃除と再建が始まった。

### グランド・ハイアット
2つ目の爆発はラディソンSASから500メートル離れたハイアットで起きた。爆発はホテルの玄関を破壊し、柱と天井タイルを落下させ、受付、バー区画に大きな損傷を与えた。自爆犯はオレンジジュースをホテルの喫茶店で頼んだ後、おそらく爆発ベルトを付けるために一旦他の部屋に行き、戻って来て自爆した。この爆発で従業員達とシリア系アメリカ人の映画監督のムスタファ・アッカドと彼の娘のリマが殺害された。アッカドはホラー映画の『ハロウィン』シリーズで良く知られ、『神の預言者、ムハンマド』の製作者でもあった。アッカドは死ぬ時、パレスチナから十字軍を駆逐するクルド人のイスラム指導者のサラディンの映画を撮り始めたばかりだった。ハイアットは攻撃後すぐに清掃を始め、11月19日に営業を再開した。

### デイズイン
デイズインでは自爆犯はホテル1階のレストランに入室した。彼は自爆しようとしたが失敗し、従業員に知られ警備員を呼ばれた。自爆犯はホテルの外に逃げ自爆に成功し、中国軍関係者3人を殺害した。デイズインの損害は約20万ドルと推定された。

### 犠牲者
ヨルダン当局者Maj. Bashir al-Da'ajaの公式発表では、地方政府は調査の初期段階から爆発の原因が自爆テロであると確認していた。ヨルダン副首相のマーワン・アル・ムアシェーは最初に少なくとも67人が死亡し300人が負傷したと伝えた。しかし、ヨルダン政府はすぐに死者を少なくとも59人、負傷者を115人に下方修正した。修正理由は説明されなかった。
犠牲者の内ヨルダン人が36人で殆どが結婚式場で死亡した。続いてイラク人が6人、パレスチナ人が5人、アメリカ人が4人、イスラエルのアラブ人が2人、バーレーン人が2人、中国の人民解放軍使節が3人、サウジアラビア人が1人、インドネシア人が1人死亡した。パレスチナ人犠牲者には有力者が多かった。ヨルダン川西岸地区の軍事分析部部長のバシー・ナフェーや、アベドゥ・アッルン大佐、安全保障軍高官のジハドゥ・ファトウー、在カイロパレスチナ大使館職員、元パルテルのCEOでパレスチナ系アメリカ人のモサブ・ホーマが死亡した。イスラエル人犠牲者は全てアラブ人だった。ウンム・アル・ファーム出身のビジネスマンのフサム・ファシ・マハジュナと東エルサレムの身元不明者である。アッカド監督はハイアットの待合室で重傷を負い、11月11日に病院で亡くなった。

### 容疑者
ヨルダン警察は当初少なくとも4人の攻撃者がおり、イラク訛りのアラビア語を話す夫婦がいたと述べた。4人目の女性は後に逮捕された。その後の数日で容疑者として逮捕されたイラク人は100人以上に及ぶ。警察は攻撃計画に用いられた地図を発見したと主張した11月12日、ヨルダン副首相は攻撃者はイラク人で自爆犯は3人のみと述べた。
11月13日、アブドゥッラー2世国王は4人目の自爆未遂者と考えられている女性（爆弾ベルトの爆発に失敗した）の逮捕を発表した。3人の死亡した自爆犯は特定され、彼らの名前を副首相が発表した。アリ・フセイン・アリ・アル・シャマリ（ラディッソンSAS）、ラワドゥ・ジャッセム・モハメド・アベドゥ（グランド・ハイアット）、サファー・モハメド・アリ（デイズイン）の3人である。拘留中の女性はサジダ・ムバラク・アトゥロウス・アル・リシャウィと判明した。アル・リシャウィはアル・シャマリと結婚しており、ラディッソンで自爆しようとして失敗した。副首相は彼女がアブー・ムスアブ・アッ＝ザルカーウィーの側近の姉妹であるとも述べた。

## 攻撃の情報源
アブ・カビブ、アブ・ムアズ、アブ・オマイラ、オム・オマイラ（全てイラク人）が犯人であるとするインターネット声明が発表された。ヨルダン政府職員の一部は既にイスラーム過激派のイラクの聖戦アル＝カーイダ組織を非難していた。2人のアメリカ情報部職員が同意し、かつてイラク国外でテロを計画したアブー・ムスアブ・アッ＝ザルカーウィーと同じ手口であると述べた。当時ヨルダンで更にテロが起きる不安があった。イラクに近い事もあるが、アメリカの対テロ戦争に協力している事も理由だった。取り分けラディッソンは以前イスラム過激派による2000年攻撃計画の標的になっていた。ヨルダン警察は1999年11月12日にパレスチナ人テロリストのカドゥー・アブ・ホシャーと15人の仲間を逮捕する事でこの計画を頓挫させた。3つのホテルは全てアメリカやイスラエル、ヨーロッパの軍事指導員、報道員、商業人、外交官がよく使っていた。また、アンマン市自体が長い間西洋人をバグダードやイラクに入れる「入口」として認識されており、この事件をイラク戦争と結び付ける人も多かった。

## 反応

### 国内
ヨルダン - アブドゥッラー2世国王はカザフスタンへの訪問を短縮しヨルダンに引き返し、「正義は犯罪者を追求する」と誓い攻撃を非難した。国王は近く控えていたイスラエル訪問も中止した。ヨルダン人は自爆テロに憤慨した。何千人もがアンマン市内で自爆テロへの抗議集会に参加し、「アブー・ムスアブ・アッ＝ザルカーウィーは地獄の業火に焼かれろ」と叫んだ。国王とラーニアは病院に犠牲者の見舞いに行った。国王は「あなたが罪の無い愛する人を失って感じる痛みは、出身や信仰に関係無く全てのヨルダン人が共有しています。」と述べた。犠牲者の親戚の1人は国王が見舞いに来た時にクルアーンの複製を贈った。アル・カライレー族のザルカーウィーの家族はヨルダンの主要3新聞に半頁の広告を出し、彼と彼の行いを非難した。ザルカーウィーの兄弟や従妹を含む57人のアル・カライレー家構成員は国王への忠誠を繰り返し誓った。広告では「私達は国王と大切なヨルダンへの敬意を維持する事を誓います。私達は最も明確な言葉で所謂アフメドゥ・ファドゥヒール・ナッザル・アル・カライレー（自称アブー・ムスアブ・アッ＝ザルカーウィー）が主張した全てのテロ行為を非難します。私達とその関係者は、アル・カライレー族の息子が起こした発想、行為、主張、決定とは関係がありません。私達はこの世が終わる日まで彼との繋がりを断ちます。」と述べた。

### 海外
国際連合 - コフィー・アナン国際連合事務総長は2005年11月10日にヨルダンを訪問する予定だったが、爆発を受けて訪問を延期した。アナンは声明で「攻撃を強く非難する。そして世界中で更なるテロ対策が必要な事を強調する」と述べた。
 アメリカ - ホワイトハウス報道官は爆発を「極悪な恐怖の行い」と述べた。コンドリーザ・ライス国務長官は爆発を「大きな悲劇」と呼び、「私達が戦っているとても難しい戦争」と述べた。ジョージ・W・ブッシュ大統領は「私達は皆爆発によって世界には無辜の民を殺そうとする敵がいる事を思い出さなければならない。彼らは目的を達成する為なら喜んで結婚式すら爆破する」と述べた。
 イスラエル - アリエル・シャロン大統領は国王を呼び哀悼の意を示し、回復への協力を約束した。 
 フィンランド - フィンランド政府も哀悼の意を示した。エルッキ・トゥオミオヤ外務相は「テロはいつ、いかなる場合も非難されるべきだ」と述べた。

## 参考資料
1. ↑  Deadly Bombings Hit Jordan - TheStreet.com, November 9, 2005
2. ↑  Jordan bombings kill 57, wound 300 - Aljazeera, November 9, 2005
3. ↑  'Bomber confession' shocks Jordan - CNN, November 14, 2005
4. ↑  Amman bombings kill 'Halloween' producer - CNN, November 12, 2005
5. ↑  Bombed Jordan hotels still estimating damages - Michael Bradford, Business Insurance, November 11, 2005
6. ↑  Second Israeli Fatality in Amman Terror Attacks - Arutz Sheva (Israel National News), November 10, 2005
7. ↑  "Moustapha Akkad (obituary)". The Daily Telegraph (London). November 12, 2005. Retrieved Dec. 29, 2013.
8. ↑  Dozens held over Jordan bombings - BBC, November 11, 2005
9. ↑  “CNN.com - Jordan confirms al Qaeda behind hotel blasts - Nov 12,2005”.  オリジナルの2008年5月27日時点におけるアーカイブ。 2014年4月19日閲覧。
10. ↑  Bomber's wife arrested in Jordan - BBC, November 13, 2005
11. ↑  Jackie Spinner (2005年11月15日). “Motive Glimpsed in Jordan Attack”. The Washington Post (The Washington Post Company):  pp. A18 2007年11月1日閲覧. "Jordanian officials have identified the two other bombers as Rawad Jassem Mohammed Abed and Safaa Mohammed Ali, both 23."
12. ↑  Jordan 'not afraid' after bombs - BBC, November 10, 2005
13. ↑  King, Queen meet with families of terror victims - King Abdullah II Official Website, November 15, 2005
14. ↑  Al-Khalayleh tribe disowns al-Zarqawi - Jerusalem Post, November 20, 2005